# Vauxhall Ten
Der Vauxhall Ten oder Vauxhall 10 hp ist eine kleine britische Limousine, die zuerst auf der London Motor Show 1937 gezeigt wurde. Eine entscheidende strukturelle Neuerung war die selbsttragende Karosserie, die von Vauxhall nach dem Muster des Opel Olympia von 1935 eingesetzt wurde, um dem Typ eine lange Produktionszeit und hohe Produktionszahlen zu sichern. Jedoch kam der Zweite Weltkrieg dazwischen und 1940 wurde das Werk in Luton zur Herstellung von Panzern umgerüstet, sodass der Ten ab diesem Zeitpunkt nicht mehr gefertigt werden konnte.
Das Modell erschien noch einmal kurz 1946 mit dem gleichen ohv-Vierzylindermotor mit 1203 cm³ Hubraum wie vor dem Krieg, jedoch mit niedrigerer Leistung (und vermutlich geringerer Verdichtung aufgrund der schlechten Kraftstoffqualität). Sonst unterschied sich das Nachkriegsmodell nur geringfügig vom vor dem Krieg gebauten Vauxhall Ten. Die britischen Verbraucher, die nach dem Krieg wenig Geld hatten, wollten aber keine kleinen Limousinen im Vorkriegsdesign, und so wurde der Wagen kein Erfolg. 1947 gab Vauxhall die Fertigung des Ten wieder auf und konzentrierte sich auf größere und lukrativere Modelle, bis 1963 der Viva herauskam.
Der Name des Wagens entspricht den Steuer-PS, die damals die Klasse definierten, in der der Wagen gegen seine Konkurrenten antrat. Dies waren z. B. der Morris Ten, Standard Ten und der Ford Ten Junior. Die Leistung des Vauxhall Ten wurde 1937 mit 34 bhp (25 kW) angegeben.